# Richard Steele
Richard Steele (křtěn 12. března 1672 Dublin – 1. září 1729 Carmarthen) byl irský spisovatel, novinář, vydavatel a politik, zakladatel časopisu The Spectator.

## Život
Pocházel z vlivné protestantské irské rodiny, jeho děd William Steele byl irským lordem kancléřem (Lord Chancellor of Ireland). Vystudoval na Merton College na Oxfordské univerzitě.
Nejvíce proslul jako novinář, spolu s Josephem Addisonem založil roku 1711 vlivný britský časopis The Spectator. Již předtím, roku 1709, založil časopis The Tatler a spolu s Addisonem roku 1715 časopis Guardian. V literatuře byl zejména průkopníkem divadelního žánru zvaného sentimentální komedie (The Conscious Lovers, The Lying Lover ad.). William Makepeace Thackeray učinil Steela jedním z hrdinů svého románu The History of Henry Esmond.
Byl velmi blízkým spolupracovníkem Jiřího Dánského, manžela anglické královny Anny Stuartovny, a Roberta Harleyho, 1. hraběte z Oxfordu. Byl též politicky aktivní ve straně Whigů, za niž byl v roce 1713 zvolen poslancem za Stockbridge. Za vydání pamfletu, v němž hájil nárok hannoverské dynastie na trůn, byl zbaven svého mandátu. Krátce na to ale na trůn usedl Jiří I., první hannoverský panovník Británie, a tak byl Steele povýšen do šlechtického stavu. Spolu s tím mu byla svěřena správa Královského divadla v Drury Lane. V roce 1715 se rovněž vrátil do parlamentu, když byl zvolen poslancem za Boroughbridge, v roce 1722 byl znovuzvolen za Wendover. Byl členem dolní sněmovny až do roku 1727. Byl též členem známého whigovského klubu Kit-Cat Club.
V roce 1724 odešel do vlasti své druhé manželky, do Walesu, kde strávil zbytek svého života.